# Gerd-Eckhardt Schuster
Gerd-Eckhardt Schuster (* 18. Oktober 1937 in Stettin; † 10. Februar 2013 in Magdeburg) war ein deutscher Politiker (SED, PDS, DIE LINKE), Lyriker und Schriftsteller. Er war von 1990 bis 1998 Mitglied im Landtag Sachsen-Anhalt.

## Ausbildung und Leben
Gerd-Eckhardt Schuster legte 1955 das Abitur in Pasewalk ab und studierte 1957 bis 1960 am Pädagogischen Institut Erfurt. Er schloss das Studium als Dipl.-Lehrer für Deutsch und Kunsterziehung an und arbeitete als Lehrer in Grebbin/Meckl. 1969 bis 1980 war er Mitarbeiter der Bezirksleitung Schwerin der SED, zwischenzeitlich 1972 bis 1976 Aspirantur (Kulturwissenschaften) und Promotion zum Dr. phil. in Berlin. 1980 bis 1986 war er Fachschuldozent in Schwerin und Halberstadt und anschließend Heimleiter in Schlanstedt. 2005 debütierte er mit Liebesgedichten im Kellergewölbe der Stadtbibliothek Halberstadt. Er hat drei Söhne und zwei Töchter.

## Politik
Gerd-Eckhardt Schuster war seit 1962 Mitglied der SED und seit 1990 der PDS (ab 2005: Die Linke). Für seine Partei war er seit Oktober 1989 Bürgermeister von Schlanstedt (bis 1990 und von 1994 bis 2002) und Mitglied des Kreisvorstands Halberstadt (bis 2007). Er wurde bei der ersten Landtagswahl in Sachsen-Anhalt 1990 und bei der zweiten 1994 über die Landesliste in den Landtag gewählt. Er war stellvertretender Vorsitzender der PDS-Fraktion.

## Werke
- Schlanstedt: Geschichte und Geschichten, 2008
- Winterrosen. Gedichte, 2009
- Ein Schwein auf dem Mauseloch. Kinderbuch, 2009